# Déconnexion de la Russie de SWIFT
 (avril 20222).
La déconnexion de la Russie du système bancaire SWIFT est l'une des sanctions de l'Union européenne et par d'autres pays occidentaux contre la Russie, visant à stopper son agression contre l'Ukraine.

## La valeur de SWIFT pour la Russie
SWIFT est utilisé par des milliers d'institutions financières dans plus de 200 pays, dont la Russie, et fournit un système de messagerie sécurisé pour faciliter les transferts de fonds transfrontaliers.
Selon l'Association nationale russe SWIFT, les utilisateurs du système en Russie sont environ 300 grandes banques et organisations, plus de la moitié des établissements de crédit russes sont représentés dans SWIFT et la Russie se classe au deuxième rang pour le nombre d'utilisateurs de la plate-forme après les États-Unis .
Si le pays est déconnecté de SWIFT, comme il l'a été deux fois avec l'Iran et une fois avec la Corée du Nord, ses transactions de paiement interbancaires deviennent nettement plus compliquées, la capacité du pays à échanger des biens et à déplacer des devises est compromise, et le calcul ne devient possible qu'en espèces,.

## Déroulé des événements
Le 24 février 2022, dans le cadre de l'invasion militaire de l'Ukraine par la Russie le 24 février 2022, le ministre ukrainien des Affaires étrangères Dmytro Kuleba a appelé : «Le monde doit agir immédiatement. L'avenir de l'Europe et du monde est en jeu.» Il a recommandé d'imposer immédiatement des "sanctions destructrices" à la Russie, notamment la déconnexion du système bancaire SWIFT, l'isolement complet de la Russie dans tous les formats et la fourniture à l'Ukraine d'armes, d'équipements et d'aide humanitaire. Plus tard dans la journée, Kuleba a appelé les partenaires de l'Ukraine à rompre les relations diplomatiques avec la Russie.
Le 25 février, le ministre français des Finances, Bruno Le Maire, a insisté vendredi pour que la Russie soit exclue de SWIFT en raison de son attaque contre l'Ukraine. L'Allemagne, représentée par le chancelier Olaf Scholz, a déclaré qu'elle s'abstenait de déverrouiller la Russie car le gaz russe représente une part plus importante des approvisionnements énergétiques en Allemagne et dans d'autres parties de l'Europe. Dans le même temps, Scholz a suggéré qu'une telle étape est possible plus tard. L'idée de déconnexion a été soutenue par le président américain Joe Biden, qui a déclaré que la déconnexion est possible, bien qu'à l'heure actuelle les pays européens ne la considèrent pas comme une priorité.
Dans la soirée, le ministre allemand des Finances, Christian Lindner, a réaffirmé que son pays ne s'opposait pas à une telle sanction. Il a déclaré que son pays était prêt à déconnecter la Russie de SWIFT, mais qu'il devait d'abord calculer les conséquences pour sa propre économie. Les gouvernements des trois États baltes ont réclamé cette punition pour la Russie.
Le 26 février, Chypre, l'Italie, la Hongrie et l'Allemagne ont confirmé qu'elles ne bloqueraient pas la déconnexion. La décision d'imposer la sanction devait être signée par l'Union européenne. Les responsables américains et leurs homologues européens ont d'abord envisagé l'inclusion de banques et d'organisations individuelles, plutôt que de l'économie russe entère. Après la conférence de presse de Biden annonçant de nouvelles sanctions contre la Russie pour son attaque non provoquée contre l'Ukraine, les alliés européens ont soutenu les sanctions. La question restait de savoir si la Russie serait fermée en cas de prise de Kiev ou par anticipation. Il a été noté que la déconnexion de la Russie de SWIFT nuira également aux principales économies européennes et affectera les exportations d'énergie vers le continent. Pendant ce temps, les États-Unis ont imposé d'autres sanctions à la Russie visant les secteurs bancaire, technologique et aérospatial de Moscou. Les États-Unis ont annoncé qu'ils imposeraient des sanctions directement à Poutine et au ministre russe des Affaires étrangères Sergueï Lavrov.
Dans l'après-midi, les préparatifs ont commencé pour la fermeture, de certaines banques. VTB, Otkrytie, Sovcombank, Promsvyazbank, Novikombank, Alfa-Bank et VEB ont déjà été sanctionnés. Russie, Rosselkhozbank, Novikombank, MKB, Russie, IS-Bank, CBRD, Genbank et Gazprombank.
Le 1er mars, les ambassadeurs auprès de l'UE se sont mis d'accord sur une liste de 7 banques russes qui seront déconnectées de SWIFT : VTB, Otkrytie, Promsvyazbank, Russie, VEB. RF, "Découverte" et "Russie". Les ambassadeurs auprès de l'UE ont décidé de ne pas appliquer de restrictions à l'encontre du plus grand créancier du pays, Sberbank, qui appartient en partie au géant gazier russe Gazprom .

## Conséquences
La deuxième banque russe, VTB, annonce pour 2022, une perte de 612,6 milliards de roubles, soit environ 7 milliards d'euros. La banque explique ces pertes par les représailles à la suite de l'invasion de l'Ukraine par la Russie, dont son exclusion du système de paiements international Swift.
En réponse, la Russie a accéléré le développement d'alternatives. Le système de messagerie interbancaire russe SPFS, créé en 2014, a vu son adoption augmenter. De plus, la coopération avec la Chine, utilisant le système CIPS pour les transactions en yuans, s'est intensifiée. Ces efforts reflètent une stratégie plus large de la Russie pour réduire sa dépendance aux systèmes financiers occidentaux.
En parallèle, la Russie a également relié son système de cartes bancaires, Mir, à celui de l'Iran, Shetab, permettant des transactions bilatérales entre les deux pays. Ce partenariat marque une tentative de contourner les sanctions internationales tout en renforçant les liens économiques et financiers avec des alliés stratégiques.